# Richard Kuklinski
Richard Leonard Kuklinski (Jersey City, 11 aprile 1935 – Trenton, 5 marzo 2006) è stato un mafioso, serial killer e sicario statunitense.
È stato uno dei più feroci killer statunitensi di tutti i tempi. Molto spesso al servizio della mafia italoamericana, si contraddistingueva per i suoi metodi brutali e sadici nell'uccidere e torturare le sue vittime. Il soprannome che gli venne dato dai media fu L'uomo di ghiaccio perché il primo cadavere a lui ricondotto era stato tenuto congelato per due anni in un frigorifero. Si stima che abbia commesso tra i 33 e i 250 omicidi.

## Biografia
Richard Kuklinski nacque nella periferia di Jersey City (nel New Jersey) da Stanley Kuklinski (1906-1977), un immigrato polacco del Karwacz (Masovia), e Anna McNally (1911-1972), figlia di immigrati cattolici irlandesi di Dublino. Era il secondogenito di quattro figli.
Secondo le testimonianze di Richard, Stanley era un alcolizzato violento che picchiava regolarmente i figli e talvolta la moglie; arrivò a uccidere con le percosse Florian, il fratello maggiore di Richard, quando aveva solo otto anni, facendo passare l'episodio per un incidente. L'uomo abbandonò la famiglia quando Richard era piccolo, facendo periodici ritorni (solitamente ubriaco) durante i quali spesso aggredì Richard.  Anche Anna aveva un comportamento abusivo; in diverse occasioni percosse il figlio con dei manici di scopa, arrivando a rompere l'oggetto per la violenza dei colpi, o altri strumenti. Durante l'adolescenza di Richard, cercò di ucciderlo con un coltello da cucina. La donna era una zelante cattolica che credeva fortemente in una severa disciplina e in una rigida educazione religiosa, metodi con cui era cresciuta lei stessa. Kuklinski frequentò la Chiesa cattolica romana, diventando chierichetto per volere della madre, sebbene in seguito rinunciasse alla religione; subì spesso punizioni corporali molto violente anche dalle suore e dai preti che si occupavano della sua istruzione e venne molestato sessualmente da un prete. Kuklinski arrivò a considerare la genitrice un "cancro" che distruggeva tutto ciò che toccava.
Uno dei fratelli minori di Richard, Joseph Kuklinski (1944-2003), nel 1970 venne condannato per aver violentato una ragazza di dodici anni, provvedendo poi a ucciderla con il suo cane gettandola dalla cima di un edificio di cinque piani. Quando interrogarono Richard riguardo ai crimini del fratello, lui rispose con "siamo figli dello stesso padre".
Kuklinski cominciò a dare prova del suo sadismo fin da giovane, iniziando a torturare e uccidere animali randagi della zona. Dichiarò di aver commesso il suo primo omicidio a tredici/quattordici anni uccidendo il suo coetaneo Charley Lane per vendicarsi del bullismo che gli aveva inflitto per anni con alcuni amici: lo aggredì con un bastone e, dopo averlo ucciso, gli tagliò le dita di mani e piedi con un'accetta, gli tolse i denti con delle pinze per impedire un'eventuale identificazione e occultò il corpo.

### Primi crimini
L'inizio dell'attività omicida di Kuklinski fu la conoscenza di un mafioso italo-americano al servizio della famiglia De Cavalcante, Carmine Genovese. Iniziò a collaborare con lui nei numerosi omicidi di mafia di quegli anni. Era l'inizio degli anni '70 (si dice che Kuklinski avesse già ucciso per conto suo oltre 60 persone prima di raggiungere i 30 anni). Il suo nome ben presto circolò in tutte le famiglie mafiose che chiedevano sempre più frequentemente i suoi servizi e richiedevano a volte piccoli spostamenti
(New York), o grandi viaggi che nel corso degli anni lo portarono in tutti gli Stati Uniti d'America, Brasile, Zurigo (anche per affari personali). Lavorò molto per il boss dei Gambino Roy DeMeo.

### I metodi
Le modalità di esecuzione di alcuni omicidi del killer erano particolarmente efferate. Kuklinski, andava particolarmente fiero di un suo metodo: dopo aver stordito o ferito gravemente la sua vittima, la portava in una grotta e, dopo averla legata, lasciava una telecamera a riprenderla e se ne andava. Il giorno dopo ritornava per vedere come i ratti avessero martoriato il malcapitato, il più delle volte rinvenuto morto. Il filmato poi veniva mostrato al mandante, soprattutto se era richiesto specificamente che la vittima soffrisse.
Kuklinski era abile nell'usare qualsiasi tipologia di arma: pistole, fucili, bombe a mano, mitragliatrici, mazze e spaccamandibole; prediligeva il coltello perché era un oggetto che lui stesso definiva "intimo", ma nel corso degli anni si specializzò sempre di più nell'ottenere una miscela di cianuro il cui effluvio, a una certa distanza, garantiva la morte in meno di 5 secondi senza che l'autopsia rilevasse un omicidio, dando adito all'ipotesi di un arresto cardiaco.
La lista delle vittime di Kuklinski contempla anche uccisioni con balestre, per asfissia (sacchetti di plastica), con pugni e calci. Talvolta scaraventava le sue vittime giù da edifici o le annegava. Dichiarò di avere ucciso 13 persone paralizzandole prima e rompendogli poi la spina dorsale con un cacciavite. Oppure dopo aver stretto una corda al collo della vittima, se la issava sulle spalle fino a strozzarla, sorte che toccò al capo del laboratorio fotografico dove lavorava perché lo aveva rimproverato. Per occultare i cadaveri capitò che per sbarazzarsene li facesse a pezzi o li sigillasse in fusti.
Kuklinski era alto quasi 2 metri e pesava 135 kg, ma ciò non gli impediva di muoversi rapidamente per raggiungere una vittima o non dare nell'occhio durante i pedinamenti; dichiarò che la parte che gli piaceva di più era lo "studio della preda". Tuttavia, nonostante i metodi che usava nell'uccidere, Kuklinski aveva un codice morale che non infranse mai nel corso degli anni: non uccise mai bambini e donne. Capitò addirittura che torturasse ed uccidesse persone che avevano fatto del male a componenti delle due categorie sopracitate.

### La famiglia
Kuklinski ebbe tre figli da Barbara Pedrici, una ragazza italo-americana; i loro nomi sono Merrick, Chris e Dwayne. Con i tre ebbe un rapporto amorevole, soprattutto con la figlia Merrick, che era malata. Barbara dichiarò: "Avevo sposato due Richard, quello buono e quello cattivo". Il carattere di Kuklinski era noto in famiglia. Alternava, infatti, momenti di rabbia incontrollabile che arrivavano alla violenza fisica soprattutto nei confronti della moglie, a momenti di affettuosità durante i quali manifestava un'estrema dolcezza e simpatia. Barbara Pedrici dichiarò che non seppe mai delle attività del marito fino al suo arresto.
Kuklinski era dipendente dal gioco d'azzardo: sperperò un capitale inestimabile che aveva accumulato con la sua attività criminale. L'attività che portò a Kuklinski molto profitto fu la pornografia. Nonostante non avesse perversioni sessuali, riusciva a piratare e rivendere cassette pornografiche, complice un lavoro che aveva trovato; questo business lo portò a girare molti stati nordamericani, in particolare la California.

### L'arresto
Kuklinski venne arrestato dalla polizia di New York nei pressi della sua abitazione, con l'aiuto dell'agente infiltrato Dominick Polifrone (che si presentò a Kuklinski con il falso nome di Dominick Michael Provenzano), il 17 dicembre 1987: da anni le forze dell'ordine cercavano di accumulare prove per incastrarlo. Venne condannato a 6 ergastoli ma, a causa della totale mancanza di testimoni oculari degli omicidi, non fu condannato alla pena capitale, nonostante le vittime collezionate fossero state circa 200. Fu rinchiuso all'interno della prigione del New Jersey nella quale si trovava anche il fratello Joseph Michael Kuklinski (1944-2003), accusato, pochi anni prima, di aver violentato e ucciso una ragazzina di 12 anni. Kuklinski si rifiutò sempre di vederlo poiché, come detto in precedenza, era in conflitto col codice morale: la violenza su donne  e bambini era un comportamento inaccettabile.

### Dopo l'arresto
Kuklinski fu accusato degli omicidi più importanti dell'ambiente mafioso italo-americano, tra cui quello di "Big" Paul Castellano e Carmine Galante. Durante la detenzione, Kuklinski venne convinto a rilasciare interviste, partecipò a documentari e accettò di stendere insieme all'autore Philip Carlo la sua biografia: The Ice Man: Confessions of Mafia Contract Killer, dove confessò tutti gli innumerevoli delitti. Gli Stati Uniti furono sconvolti da queste rivelazioni rilasciate alla HBO e le interviste ottennero un successo di ascolti altissimo in tutto il paese. Oltre ai crimini personali, citò anche quelli di altri membri di spicco della malavita italiana negli Stati Uniti, tra cui Sammy Gravano (in passato membro di spicco della famiglia Gambino) che partecipò all'organizzazione dell'omicidio del poliziotto Peter Calabro il 14 marzo 1980.
Kuklinski morì nell'ospedale di Trenton il 5 marzo 2006 all'età di 70 anni. Ancora oggi le cause della morte non sono del tutto chiare. Pare che il killer soffrisse da tempo di sbalzi di pressione e desse segni di demenza e perdita di memoria. Inoltre era convinto di essere deliberatamente avvelenato giorno dopo giorno. Considerato che si trattava di uno dei sicari più attivi della mafia e che sembrava sempre più a suo agio nel rilasciare interviste, non è del tutto improbabile che possa essere stato messo a tacere da qualcuno dei suoi ex-mandanti.

## Film
- Nel settembre 2010, al Toronto International Film Festival, è stato annunciato un film basato sulla vita di Kuklinski, tratto dal libro di Carlo, prodotto dalla Natural Selection di Matty Beckerman. David McKenna è stato incaricato della sceneggiatura, con Mickey Rourke nei panni di Kuklinski e coproduttore del film.[9] Tuttavia, in seguito non si è più sentito parlare del film. Sua sorella Roberta, nata il 27 settembre 1942 dopo la morte di Florian, morì l'11 dicembre 2010.
- Ora Kuklinski ha un volto cinematografico nel film The Iceman, diretto da Ariel Vromen e presentato al Festival di Venezia 2012.[10] Il ruolo principale è ricoperto da Michael Shannon, mentre altri membri del cast sono Winona Ryder, Ray Liotta, David Schwimmer, James Franco, Stephen Dorff e Chris Evans.